# 8138 Craigbowers
8138 Craigbowers este o planetă minoră (asteroid), cu un diametru de 3,301 km, din centura de asteroizi. A fost descoperită pe 20 martie 1980 la Bickley⁠(d) de Perth Observatory⁠(d). 
Obiectul prezintă o orbită caracterizată de o semiaxă mare de 2,1720091 UAi, o excentricitate de 0,09, o înclinație de 2,87777 ° în raport cu ecliptica.